# Ivan Filipović
Ivan Filipović (Slavonski Brod, 13 novembre 1994) è un calciatore croato, portiere del Sebenico in prestito dalla Dinamo Zagabria.

## Carriera

### Club
Il 20 luglio 2018 viene acquistato a titolo definitivo dalla squadra croata dello Slaven Belupo.